# Siegmund Keller
Siegmund Otto Keller, auch Sigmund Otto Keller, Sigmund Keller oder Sigismund Keller (* 29. Mai 1870 in Öhringen; † 31. Dezember 1943 in Stuttgart-Sillenbuch) war ein deutscher Rechtshistoriker und Bibliothekar.

## Leben
Siegmund Keller entstammte einer süddeutschen Gelehrtenfamilie. Sein Vater Otto Keller war Klassischer Philologe, der durch seine Horaz-Forschungen, seine Standardwerke über die Tiere des klassischen Altertums und sein Eintreten für die Entdeckungen Heinrich Schliemanns bekannt wurde.
Siegmund Keller studierte an der Deutschen Universität in Prag, an der sein Vater lehrte, Rechtswissenschaft, Philologie und Geschichte. 1893 wurde er mit Untersuchungen zum Westfälischen Frieden in Tübingen zum Dr. phil. promoviert. 1894 wurde er nach Rom berufen und arbeitete dort an der Herausgabe der Vatikanischen Akten zum Konzil von Trient mit. Vom mittelalterlichen Rom und ausgedehnten mehrjährigen Studienreisen nach Italien und Tunesien angeregt, entstand eine Schrift zu Kirchenrecht und Deutschem Recht, mit der er sich 1904 an der Universität Bonn habilitierte.
Von 1902 bis 1911 arbeitete er als Privatdozent und Professor an der juristischen Fakultät in Bonn und vorübergehend in Marburg. 1912 wechselte er nach Berlin und war dort bis zu seinem Ruhestand 1935 an der Staatsbibliothek zu Berlin als Professor der Rechte und Bibliotheksrat tätig. Diese Tätigkeit wurde nur unterbrochen durch Abordnung während des Ersten Weltkrieges als Referent im Auswärtigen Amt und nach Kriegsende als Mitglied der Reichsentschädigungskommission.
Siegmund Keller war ab 22. September 1904 mit Anna Maria Pauline Braunstein verheiratet und hatte mit ihr vier Kinder, darunter die Tänzerin Guta Kemeny-Rudin und die Physikerin und Journalistin Marion Keller.
Kellers Bruder war der Literaturwissenschaftler Wolfgang Keller (1873–1943). Seine Schwester war die Bildhauerin Clothilde Schaar (1874–1958).

## Schriften (Auswahl)
- Die Verhandlungen über die  Religionsbeschwerden auf dem westfälischen Friedenskongresse 1647-1648. Dissertation zum Dr. phil. Tübingen 1893
- Untersuchungen über die Iudices Sacri Palatii Lateranensis. Dissertation zum Dr. jur. Friedrich-Wilhelms-Universität zu Berlin 1899
- Die sieben römischen Pfalzrichter im byzantinischen Zeitalter. Enke, Stuttgart 1904 (Nachdruck Schippers, Amsterdam 1962) (= Habilitationsschrift).
- Der Beweis der Notwehr. Eine rechtshistorische Studie aus dem Sachsenspiegel (= Strafrechtliche Abhandlungen 57). Breslau 1904 (Reprint Keip, Frankfurt am Main 1977).
- Patriziat und Geschlechterherrschaft in der Reichsstadt Lindau Winter, Heidelberg 1907
- Handmahal und Anthmallus. 2 Beiträge zur Lehre vom Hantgemal. In: Zeitschrift der Savigny-Stiftung für Rechtsgeschichte. Germanistische Abteilung 30, 1909, S. 224–251
- Über das Verhältnis von Staat und Kirche. In: Bonn. Z. 1910[1]
- Der Adelsstand des süddeutschen Patriziats. In: Festschrift für Otto von Gierke. Weimar 1911, S. 741–756.
- Die staatsrechtliche Anerkennung der reformierten Kirche auf dem westfälischen Friedenskongress. Zugleich ein Beitrag zur Geschichte der deutschen Diplomatie im XVII. Jahrhundert. In: Festgabe der Bonner juristischen Fakultät für Paul Krüger. Berlin 1911, S. 475ff.
- Die Gleichstellung der preußischen Gemeindebeamten mit den übrigen Staatsbürgern in Beziehung auf das passive Kommunalwahlrecht. In: Rundschau für Gemeindebeamte 1912 und anderen Ortes[1]
- Das Koalitionsrecht der Beamten. In: Sächsisches Gemeindeblatt Nr. 12 1913 und anderen Ortes[1]
- Ludwig Uhland. Seine Lieder. Seine Frauen. Zum 150. Geburtstag des Dichters.1937[4]